# Masicera flavescens
Masicera flavescens là một loài ruồi trong họ Tachinidae.